# Инфекционный ринотрахеит крупного рогатого скота
Инфекционный ринотрахеит крупного рогатого скота — острое контагиозное вирусное заболевание, характеризующаяся лихорадкой, катарально-некротическим воспалением слизистых оболочек верхних дыхательных путей, поражением глаз, половых органов (с признаками пустулёзного вульвовагинита), ЦНС, абортами.
Источник возбудителя инфекции — вируса герпеса КРС 1 (Bovine alphaherpesvirus 1) — больные и переболевшие животные, в течение 6—19 месяцев выделяющие вирус с носовым секретом, истечениями из глаз и половых органов, с молоком, мочой, калом, спермой. Особенно опасны переболевшие быки-производители. Основные пути заражения — аэрогенный и при случке. Болезнь чаще возникает в хозяйствах промышленного типа, при комплектовании групп животных сборным поголовьем, имеющим различный иммунитет к вирусу. Переболевшие животные приобретают иммунитет до пяти лет. Диагноз ставят на основании эпизоотологических, клинических, патологоанатомических и лабораторных исследований. Лечение направлено на борьбу с осложнениями (антибиотики, сульфаниламиды в форме аэрозолей).
Профилактика и меры борьбы: хозяйство карантинируют. Больных животных изолируют, здоровых — иммунизируют. Ограничения с хозяйства снимают через 30 суток после последнего случая выздоровления животного и проведения заключительных ветеринарно-санитарных мероприятий. Вывоз животных для племенных целей, использование спермы для осеменения разрешается через 2 месяца после снятия ограничений.